# Irlandzki tancerz
Irlandzki tancerz – album zespołu 2 plus 1 wydany w 1979 roku przez wydawnictwo Wifon.

## Ogólne informacje
Jest to album koncepcyjny, inspirowany irlandzką muzyką ludową. Teksty są polskimi przekładami oryginalnych irlandzkich pieśni ludowych (zostały przetłumaczone przez Ernesta Brylla), także stylistycznie album nawiązuje do tradycji kulturowych tego kraju. Aranżerem wszystkich utworów na płycie jest Janusz Kruk. Album był promowany przez telewizyjny film muzyczny, w którym zaprezentowano poszczególne piosenki. Płyta spotkała się z bardzo wysokimi ocenami ze strony krytyków. W 2001 roku album ukazał się na płycie kompaktowej w serii Niepokonani z nieco zmienioną szatą graficzną. W 1996 roku grupa Myslovitz wykorzystała tekst z utworu „Peggy Brown” i nagrała go we własnej wersji, wydając go na albumie Sun Machine.

## Lista utworów
Strona A:
| 1. | „Irlandzki tancerz”               | 2:00  |
|    |                                   |       |
| 2. | „Idę na zachód zielony”           | 2:30  |
|    |                                   |       |
| 3. | „O Boże, Munster pobłogosław”     | 2:50  |
|    |                                   |       |
| 4. | „Do Valentine Brown”              | 4:05  |
|    |                                   |       |
| 5. | „Kraina Mayo”                     | 2:25  |
|    |                                   |       |
| 6. | „Bezdzietność”                    | 4:05  |
|    |                                   |       |
| 7. | „Lament na śmierć Williama Gould” | 2:10  |
|    |                                   |       |
|    |                                   | 20:05 |
|    |                                   |       |
Strona B:
| 1. | „Peggy Brown”                | 3:10  |
|    |                              |       |
| 2. | „Ja Ewa”                     | 2:10  |
|    |                              |       |
| 3. | „Ona jest panią moją”        | 3:55  |
|    |                              |       |
| 4. | „Bally na Lee”               | 4:05  |
|    |                              |       |
| 5. | „Waszmość Coughlenie”        | 1:20  |
|    |                              |       |
| 6. | „Na zabicie Davida Gleesona” | 3:05  |
|    |                              |       |
|    |                              | 17:45 |
|    |                              |       |

## Twórcy
2 plus 1:
- Elżbieta Dmoch – śpiew, flet
- Janusz Kruk – śpiew, gitara, perkusja, instrumenty klawiszowe
- Cezary Szlązak – śpiew, saksofon, instrumenty klawiszowe

Muzycy towarzyszący:
- Aleksander Mrożek – gitara, harmonijka ustna
- Marek Śnieć – banjo
- Bogusław Mietniowski – gitara basowa
- Wacław Laskowski – perkusja
- Józef Gawrych – instrumenty perkusyjne
- Kazimierz Cwynar – instrumenty perkusyjne

Personel:
- Jerzy Michalski – foto
- Edward Lutczyn – projekt graficzny
- Sławomir Wesołowski – reżyser nagrania